# Sección de Intereses de los Estados Unidos en La Habana

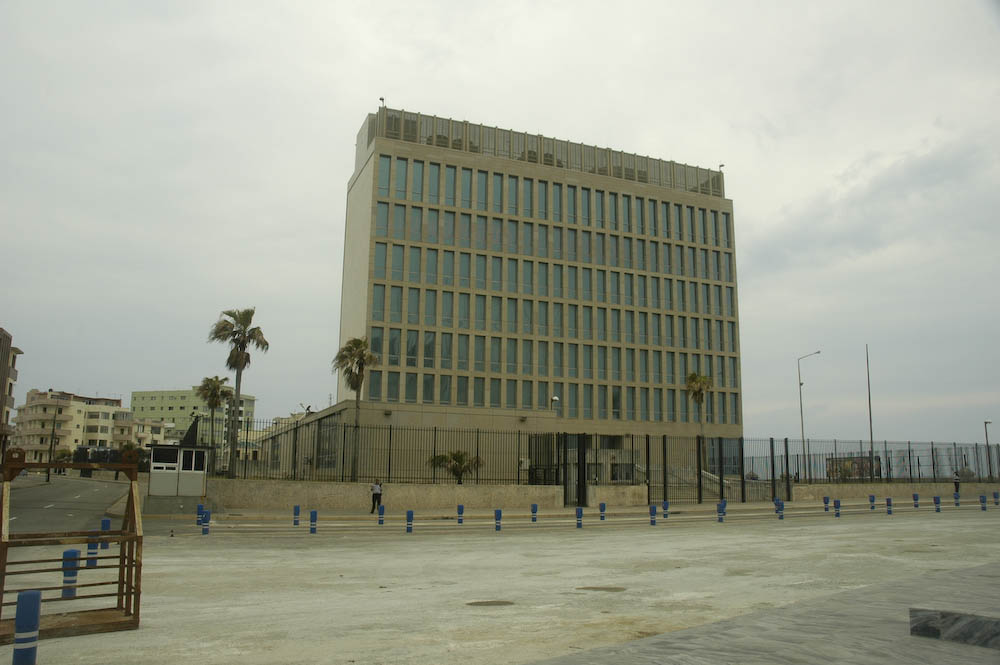
Imagen de la Sección de Intereses de los Estados Unidos en La Habana, Cuba

La Sección de Intereses de los Estados Unidos en la Embajada de Suiza en Cuba o USINT Havana (su dirección telegráfica para el Departamento de Estado de los Estados Unidos) representó los intereses de Estados Unidos en Cuba. Fue atendida por personal del United States Foreign Service y locales empleados por el Departamento de Estado. USINT Havana y su contraparte la Sección de Intereses de la República de Cuba en Washington D. C., formalmente fueron parte de las respectivas embajadas de Suiza, aunque operan independientemente de Suiza en virtualmente todo excepto en protocolo.
Ambos países no tuvieron una relación diplomática formal hasta 2015, por lo tanto, sus Secciones de Intereses respectivas funcionaron como embajadas de facto. El último jefe de USINT Havana fue Jeffrey DeLaurentis que reemplazó a John Caulfield en el 2014.  
Desde el 20 de julio de 2015, el edificio pasó a ser nuevamente la Embajada de Estados Unidos en Cuba, mientras que se reinauguró la Embajada de Cuba en Estados Unidos.

## Misión oficial
Según el sitio web de USINT:
Las funciones de USINT son similares a la de cualquier representación de EE.UU. en el exterior: Servicios Consulares, una sección Política y Económica, un Programa Diplomatico, y procesamiento a refugiados único para Cuba. Los objetivos de USINT en Cuba son promover una transición pacífica a un sistema democrático basado en el respeto al estado de derecho, derechos humanos individuales y apertura de los sistemas económicos y comunicacionales. Las relaciones bilaterales se basan en Acuerdos Migratorios, diseñados para promover una migración segura, ordenada y legal, el Acuerdo de Secciones de Interés , y los esfuerzos por reducir las amenazas globales del Crimen y narcóticos
La base naval estadounidense de Guantánamo es inaccesible desde dentro de Cuba. Temas consulares que tengan que ver con la base se manejaron desde la Embajada de Estados Unidos en Kingston, Jamaica.

## Localización
La USINT quedaba en el Malecón en el distrito de Vedado, Plaza de la Revolución, en Ciudad de La Habana.

## Jefes de sección
- 1977-1979 Lyle Franklin Lane
- 1979-1982 Wayne S. Smith
- 1982-1985 John Ferch
- 1985-1987 Curtis W. Kamman
- 1987-1990 John J. Taylor
- 1990-1993 Alan H. Flanigan
- 1993-1996 Joseph Sullivan
- 1996-1999 Michael Kozak
- 1999-2002 Vicki Huddleston
- 2002-2005 James Cason
- 2005-2008 Michael E. Parmly
- 2008–2011 Jonathan D. Farrar
- 2011–2014 John Caulfield
- 2014-2015 Jeffrey DeLaurentis